# Spomenik osvoboditeljem sovjetske Latvije in Rige pred nemškimi fašističnimi zavojevalci
Spomenik osvoboditeljem sovjetske Latvije in Rige pred nemškimi fašističnimi zavojevalci, neuradno znan kot Spomenik zmage, je bil spomeniški kompleks v Parku zmage v Rigi v Latviji. Postavili so ga leta 1985,  ko je Latvija še bila del Sovjetske zveze, v spomin na ponovno sovjetsko osvojitev Latvije izpod Nacistične Nemčije leta 1944, med drugo svetovno vojno. Spomeniški kompleks je bil sestavljen iz 79-metrskega obeliska in dveh skupin kipov: na eni strani je bila trojica vojakov Rdeče armade, na drugi strani pa ženska z visoko dvignjenimi rokami, ki je predstavljala Domovino. Po ruski invaziji na Ukrajino leta 2022 so se latvijske oblasti odločile za odstranitev spomenika. Obelisk so porušili 25. avgusta 2022.